# 环丁酸醇
环丁酸醇（英語：Cyclobutyrol，缩写CB）是一种治疗胆汁的药物，分子式C10H18O3，作为一种利胆剂能抑制胆脂的分泌。
它可以丁酸和环己酮为原料，在二异丙基氨基锂的存在下反应制得。